# مرکز فوتبال ام‌اف‌اف
مرکز فوتبال ام‌اف‌اف (مغولی: МХХ Хөлбөмбөгийн төв) یک ورزشگاه فوتبال در شهر اولان‌باتور، مغولستان است.
این ورزشگاه که در سال ۲۰۰۲ تاسیس شده دارای ۵۰۰۰ نفر ظرفیت است و ورزشگاه خانگی تیم ملی فوتبال مغولستان محسوب میشود.